# استان کبک
کُبِکْ (به فرانسوی: Québec) یکی از ایالتهای کانادا و مرکز آن شهر کبک و بزرگ‌ترین شهر آن مونترآل است. کبک تنها ایالت کانادا با جمعیت غالباً فرانسوی‌زبان و تنها ایالت این کشور با زبان رسمی فرانسوی در سطح استانی است.
این ایالت از نظر مساحت بزرگ‌ترین ایالت کانادا و از نظر جمعیت دومین ایالت کانادا به‌شمار می‌رود. نظام حقوقی این ایالت نیز از کامن لا تبعیت نمی‌کند و به خاطر جمعیت غالب فرانسوی‌اش، نظام حقوقی رومی و ژرمنی دارد.

## جمعیت
جمعیت کبک در حدود ۷٬۶۶۹٬۱۰۰ با تراکمی بسیار کم و درحد ۴٫۹ نفر در هر کیلومتر مربع است. در شمال آن سکونت بسیار کم بوده و ۸۰ درصد از جمعیت در سواحل رودخانه سن‌لوران سکونت دارند.

## زبان رسمی
زبان اصلی و رسمی کبک فرانسوی است، که بخش فرانسه زبان کانادا محسوب می‌شود. ۸۳٪ مردم کبک فرانسه زبان هستند. به‌علاوه کبک تنها سرزمین با اکثریت فرانسه زبان در آمریکای شمالی به‌غیر از مجمع‌الجزایر فرانسوی سن-پیر و میکلون است.
انگلیسی زبان ۸٪ کبکی‌ها است که در بخش غربی مونترال متمرکزند. در سایر مناطق کبک حدود ۹٪ شهروندان زبان مادری آن‌ها نه انگلیسی و نه فرانسه بلکه واجگونه است. پایتخت ملی یا پایتخت قدیمی کبک به دلیل زبان و فرهنگ باستانی آن در قاره آمریکا شهر کبک است. نیمی از تمرکز جمعیت کبک در مونترال بزرگ یا متروپول به‌همراه کبک یافت می‌شود.

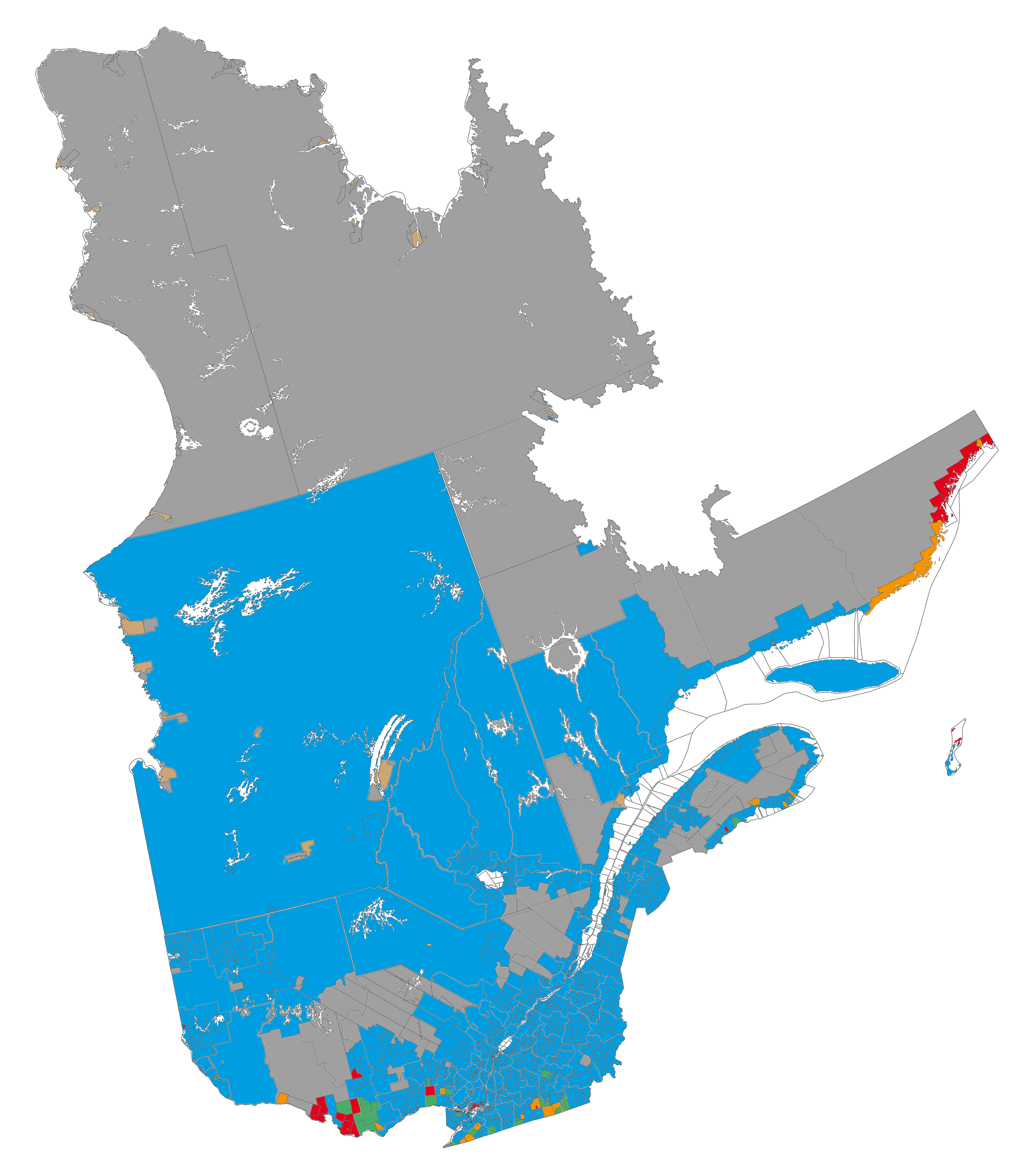

## نمادها و نشانه‌ها
شعار کبک «من به خاطر می‌آورم» بر روی نمای خارجی بنای پارلمان حکاکی شده و بر روی نشان شهر و پلاک‌های خودروها هم دیده می‌شود. قدیس محافظ کانادای فرانسه ژان باتیست و روز ۲۴ ژوئن روز این قدیس و جشن ملی است.

## جغرافیا

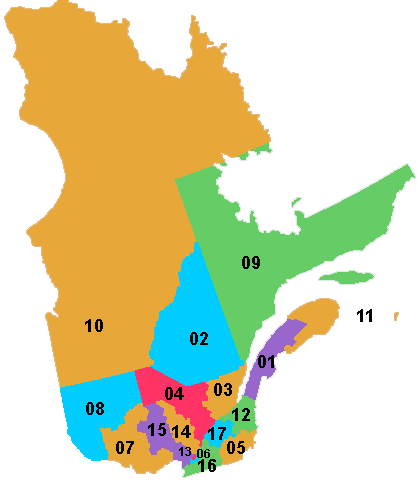

مساحت کبک حدود ۱٬۵۴۲٬۰۰۰ کیلومتر مربع یعنی سه برابر مساحت فرانسه و کمی کوچک‌تر از ایران و همچنین کمی بیش از چهار برابر ژاپن است.
از جنوب تا شمال کبک کمی بیش از ۱۷ درجه عرض جغرافیایی و پهنه شرقی -غربی در حدود ۲۲ درجه طول جغرافیایی قرار دارد.
این استان پهناورترین استان کانادا و دارای جمعیت بسیار کمی است که بیش از ۹۰ درصد آن جزء کاناداست. در زمان استعمار فرانسه و تأسیس فرانسه نو سرزمین کبک شامل چند ده کیلومتر از سواحل دو طرف رودخانه سن لوران بود، جایی‌که اولین مهاجران برای زراعت سکونت گزیدند.
سرزمین کبک آمیزه‌ای از جغرافیای متنوع است. این سرزمین به سه بخش بزرگ جغرافیایی از شمال به جنوب تقسیم گردیده‌است. فلات لورانسین حدود ۹۵٪ مساحت کبک را اشغال کرده و جزئی از کاناداست و یکی از قدیمیترین عوارض جغرافیایی جهان است. مرز جنوبی آن شامل لورانتید، رشته کوه معروف به تپه‌های گرد، جنگل‌ها و دریاچه‌هاست. زمین‌های کم ارتفاع سن لوران دشتی است متشکل از زمین‌های واقع در حاشیه دو طرف رودخانه با همان نام.

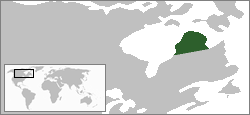
منطقه اونگاوا

در جنوب آن رشته کوه گرد و پر درخت آپالاش سر به فلک کشیده و سرزمین زراعتی را قطع می‌کند. دامنه این رشته کوه تا ایالات متحده آمریکا ادامه یافته‌است. در انتها زمین‌های کم ارتفاع آرتیک خلیج هادسون را احاطه می‌کند.

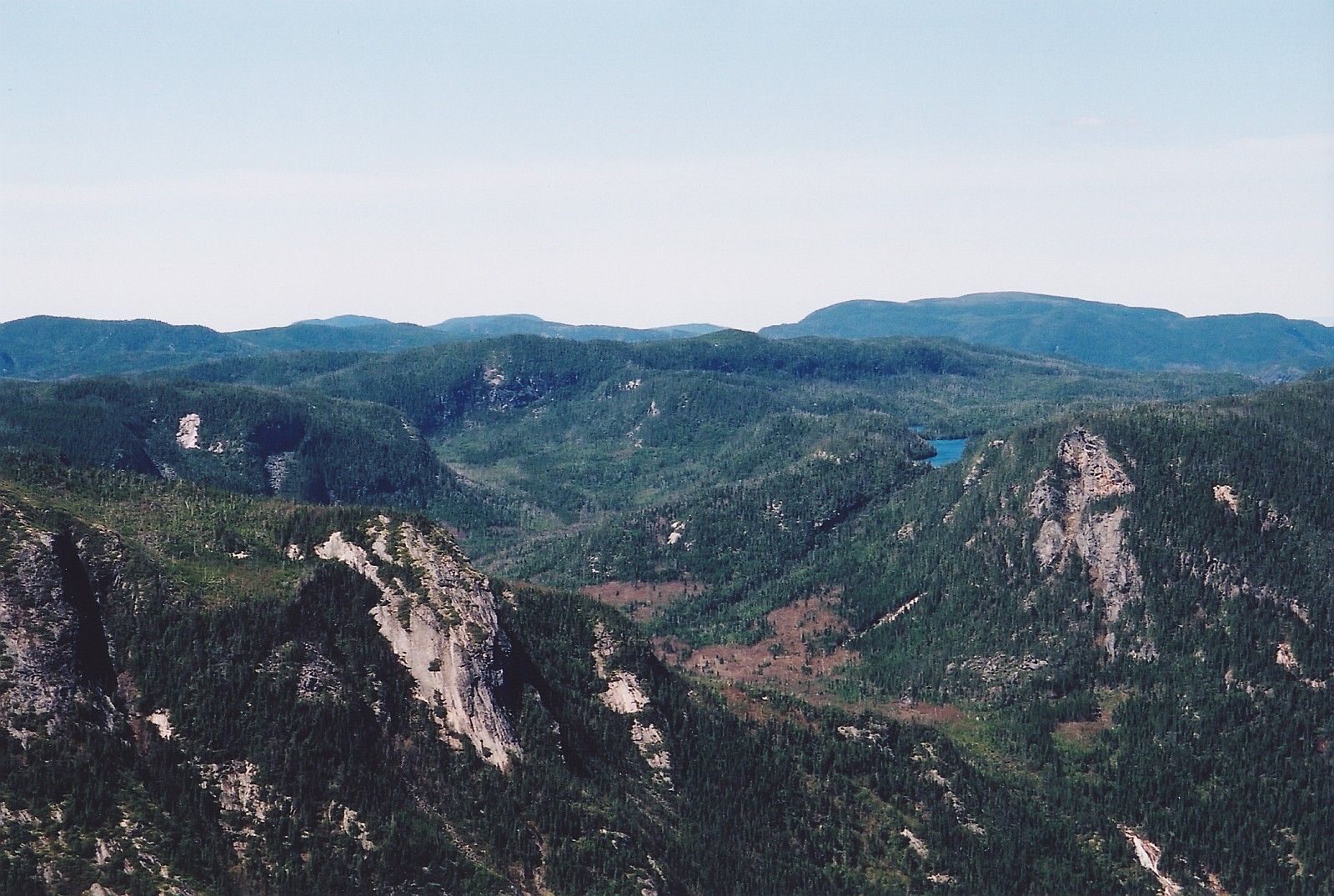
کوهستان لورنتید

در سال ۱۹۱۲ در پارلمان کبک منطقه اونگاوا به کبک ملحق شد که این سرزمین پهناور شمالی امروز نوناویک خوانده می‌شود.
سرزمین کبک سرشار از منابع طبیعی به‌همراه جنگلهای سوزنی‌برگ و پهن‌برگ و دریاچه‌های متعدد و رودخانه‌هاست.
صنایع کاغذ، چوب و برق‌آبی از مهم‌ترین صنایع این استان است.
آبادترین منطقه آن دره سن لوران در جنوب قرار دارد.

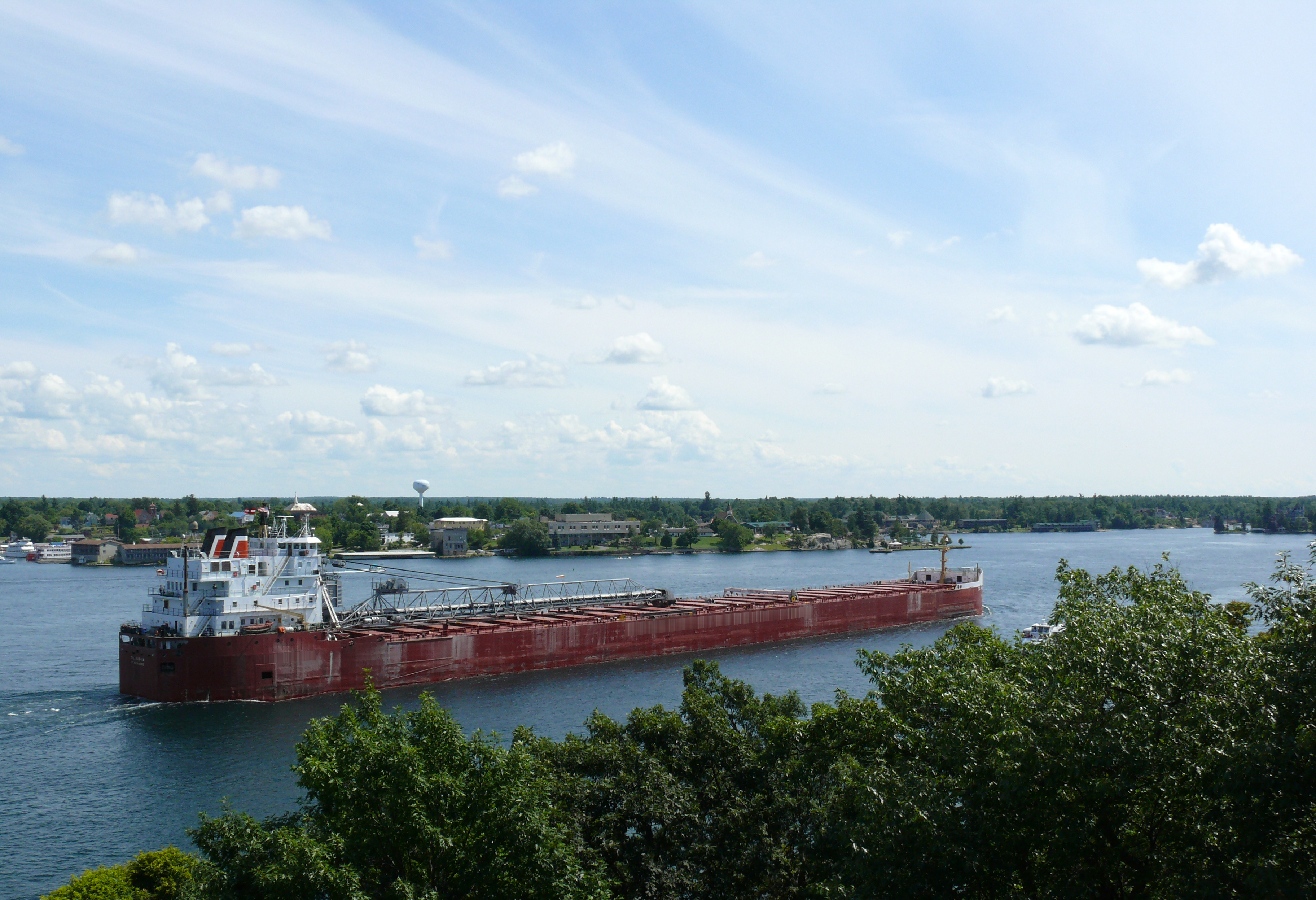
رودخانه سن لوران

در شمال مونترال لورنتید دیده می‌شود که قدیمی‌ترین رشته کوه جهان است و در شرق آپالاش که تا کانتون کشیده شده‌است.
رودخانه سن‌لوران از مهم‌ترین مناطق آمریکای شمالی محسوب می‌شود. طول بلند ۱٬۲۰۰ کیلومتری آن یکی از بزرگ‌ترین مجاری کشتیرانی جهان و محور اصلی رودخانه‌ای قاره آمریکای شمالی‌است.

## آب و هوا
در کبک چهار فصل بسیار متضاد جای یکدیگر را می‌گیرند، از جمله یک بهار آرام و لطیف و کوتاه و یک پاییز سرد و رنگین. فصلهای مشخص‌تر زمستان و تابستانند.

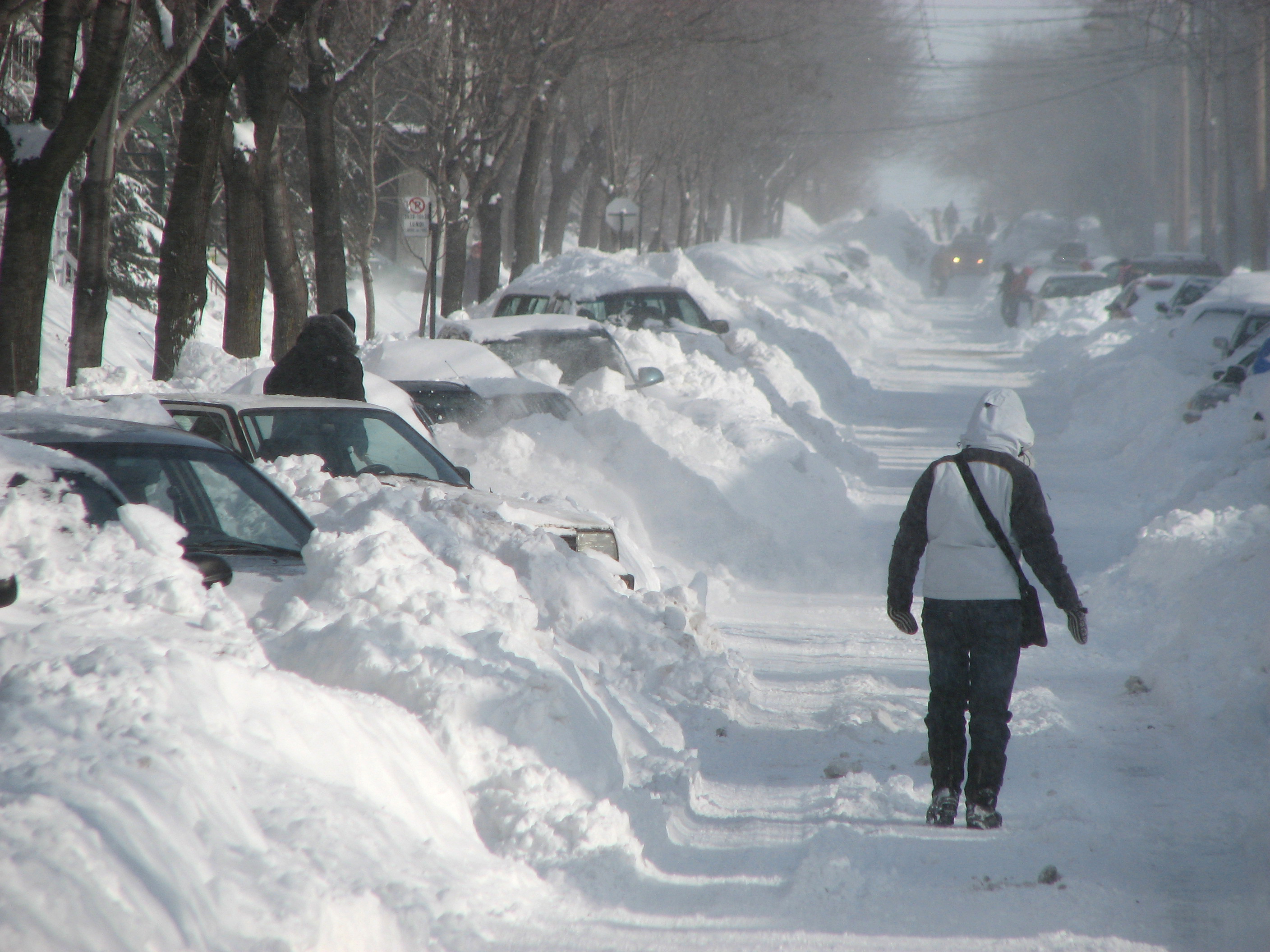

در تابستان‌های گرم و اغلب نمناک، و زمستان‌های سرد، نسبتاً طولانی، برفی و نمناک گاهی درجه دمای هوا به ۳۵ درجه سانتی‌گراد در تابستان و ۳۵- درجه سانتی‌گراد در زمستان می‌رسد. دوره برف و سرما در جنوب (در مونترال) چهار ماه و در شمال (در رادیسون) شش ماه است. میزان بارش برف در این مدت در کبک یا مونترال به همان مقدار در روسیه، هلسینکی یا حتی اسلو است. شهرهای ساحلی (شبه جزیره‌ای) از هوای معتدل اقیانوس بهره‌مندند که یک زمستان لطیف و تابستان خنک‌تری ایجاد می‌کند و شهرهای کوهستانی با روزهای کوتاه دارد.